# Persone di nome Maria/Attrici
| Questa pagina contiene informazioni ricavate automaticamente dalle voci biografiche con l'ausilio del template Bio e di un bot. L'aggiornamento è periodico e automatico e ricostruisce completamente la pagina. Se manca una persona in questa lista, sei pregato di non aggiungerla, ma accertati piuttosto che la sua voce biografica contenga il template Bio e che i dati anagrafici siano correttamente compilati. Se il template Bio manca, inseriscilo tu stesso o, in alternativa, metti l'avviso {{tmp\|Bio}} che ne segnala la mancanza. Se i dati riportati sono sbagliati, correggi direttamente la voce biografica; le modifiche saranno visibili in questa lista entro pochi giorni. Per chiarimenti vedi il progetto antroponimi. La lista contiene solo le 154 persone che sono citate nell'enciclopedia e per le quali è stato implementato correttamente il template Bio. Pagina aggiornata al 6 ago 2025. |

Questa è una lista di persone presenti nell'enciclopedia che hanno il nome Maria e sono attrici.

## A(8)
- Maria Aitken, attrice irlandese (Dublino, n. 1945)
- Maria Teresa Albani, attrice italiana (Trieste, n. 1921 - Los Angeles, † 1989)
- Maria Amato, attrice italiana (Vittoria, n. 1965)
- Maria Teresa Amore, attrice italiana (Roma, n. 1933)
- Jacqueline Andere, attrice messicana (Città del Messico, n. 1938)
- Emilia Attias, attrice argentina (Buenos Aires, n. 1987)
- Maria Chiara Augenti, attrice italiana (Napoli, n. 1982)
- Sara Montiel, attrice e cantante spagnola (Campo de Criptana, n. 1928 - Madrid, † 2013)

## B(13)
- Maria Bakalova, attrice bulgara (Burgas, n. 1996)
- Maria Bamford, attrice, doppiatrice e comica statunitense (Port Hueneme, n. 1970)
- Maria Bard, attrice tedesca (Schwerin, n. 1900 - Potsdam, † 1944)
- Maria Basile, attrice italiana (Napoli, n. 1954)
- Maria Bay, attrice italiana (n. 1905)
- Maria Becker, attrice tedesca (Berlino, n. 1920 - Uster, † 2012)
- Maria Bello, attrice statunitense (Norristown, n. 1967)
- Maria Antonietta Beluzzi, attrice italiana (Bologna, n. 1930 - Bologna, † 1997)
- Marjo Berasategui, attrice e modella spagnola (Santander, n. 1973)
- Maria Zilda Bethlem, attrice brasiliana (Rio de Janeiro, n. 1951)
- Maria Grazia Bon, attrice italiana (Venezia, n. 1943 - Roma, † 2020)
- Maria Grazia Buccella, attrice, cantante e showgirl italiana (Milano, n. 1940)
- Maria Denis, attrice italiana (Buenos Aires, n. 1916 - Roma, † 2004)

## C(19)
- Maria Pia Calzone, attrice italiana (Reino, n. 1967)
- Maria Canals-Barrera, attrice statunitense (Miami, n. 1966)
- Maria Pia Casilio, attrice italiana (Castelnuovo, n. 1935 - Roma, † 2012)
- Maria Letizia Celli, attrice italiana (Roma, n. 1892 - Bologna, † 1969)
- Maria Charles, attrice britannica (Londra, n. 1929 - † 2023)
- Celeste Cid, attrice argentina (Buenos Aires, n. 1984)
- Maria Cecilia Cinardi, attrice italiana (Roma, n. 1976)
- Dina Cocea, attrice, critica teatrale e giornalista rumena (Bucarest, n. 1912 - Bucarest, † 2008)
- Maria Comegna, attrice italiana (Castellammare di Stabia, n. 1989)
- Maria Consagra, attrice e regista italiana (New York)
- Maria Pia Conte, attrice italiana (Lavagna, n. 1944)
- Adriana Costamagna, attrice italiana (Roma, n. 1889 - Roma, † 1958)
- Maria Grazia Cucinotta, attrice, produttrice cinematografica e ex modella italiana (Messina, n. 1968)
- Maria Cumani Quasimodo, attrice, danzatrice e poetessa italiana (Milano, n. 1908 - Milano, † 1995)
- Maria Fernanda Cândido, attrice, conduttrice televisiva e ex modella brasiliana (Londrina, n. 1974)
- Antonella Della Porta, attrice italiana (Reggio Calabria, n. 1927 - Roma, † 2002)
- KC Concepcion, attrice e cantante filippina (Manila, n. 1985)
- Isabel Russinova, attrice, conduttrice televisiva e ex modella italiana (Sofia, n. 1958)
- Monica Vitti, attrice italiana (Roma, n. 1931 - Roma, † 2022)

## D(9)
- Maria Barroso, attrice e politica portoghese (Fuseta, n. 1925 - São Domingos de Benfica, † 2015)
- Maria Lúcia Dahl, attrice brasiliana (Rio de Janeiro, n. 1941 - Rio de Janeiro, † 2022)
- Maria Luisa De Crescenzo, attrice italiana (Roma, n. 1992)
- Ria De Simone, attrice e cantante italiana (Roma, n. 1947 - Mentana, † 1995)
- Maria Di Maio, attrice e cantante italiana (Napoli, n. 1923 - Napoli, † 1995)
- Maria Dizzia, attrice statunitense (Cranford, n. 1974)
- Maria Dominiani, attrice italiana (Genova, n. 1913 - Roma, † 1993)
- Maria Donati, attrice italiana (Roma, n. 1898 - Città del Messico, † 1966)
- Maria Doyle Kennedy, attrice, cantante e regista irlandese (Dublino, n. 1964)

## E(5)
- Maria Del Monte, attrice e cantante italiana (Napoli, n. 1945 - Napoli, † 2022)
- Maria Ehrich, attrice tedesca (Erfurt, n. 1993)
- Maria Eis, attrice tedesca (Praga, n. 1896 - Vienna, † 1954)
- Maria Esposito, attrice italiana (Napoli, n. 2003)
- Maria de Medeiros, attrice, regista e cantante portoghese (Lisbona, n. 1965)

## F(13)
- Maria Fein, attrice austriaca (Vienna, n. 1892 - Zurigo, † 1965)
- Mavi Felli, attrice e doppiatrice italiana (Roma)
- Maddalena Fellini, attrice italiana (Rimini, n. 1929 - Rimini, † 2004)
- Maria Filotti, attrice e regista teatrale rumena (Batogu, n. 1883 - Bucarest, † 1956)
- Maria Cristina Fioretti, attrice italiana (Roma, n. 1965)
- Maria Ford, attrice statunitense (Pikes Peak, n. 1966)
- Maria Forescu, attrice rumena (Černivci, n. 1875 - Berlino, † 1947)
- Iaia Forte, attrice italiana (Napoli, n. 1962)
- Maria Grazia Francia, attrice italiana (Firenze, n. 1931 - Terni, † 2021)
- Maria Frau, attrice italiana (Nulvi, n. 1929)
- Maria Friedman, attrice, cantante e regista teatrale inglese (Birmingham, n. 1960)
- Maria Fromet, attrice francese (Chauny, n. 1902 - Parigi, † 1967)
- Maria Furtwängler, attrice, personaggio televisivo e medico tedesca (Monaco di Baviera, n. 1966)

## G(12)
- Maria Caserini, attrice italiana (Milano, n. 1884 - Milano, † 1969)
- Cristina Gajoni, attrice e ex modella italiana (Milano, n. 1940)
- Maria Gardena, attrice e architetta italiana (Bolzano, n. 1920 - Bolzano, † 2008)
- Maria Luisa Garoppo, attrice, sceneggiatrice e personaggio televisivo italiana (Casale Monferrato, n. 1933 - Roma, † 1990)
- Maria Laura Rocca, attrice e scrittrice italiana (Pasian di Prato, n. 1917 - Roma, † 1999)
- Pia Giancaro, attrice e ex modella italiana (Palermo, n. 1951)
- Maria Chiara Giannetta, attrice italiana (Foggia, n. 1992)
- Maria Giovannini, attrice, modella e conduttrice televisiva italiana (Roma, n. 1937)
- Maria Gladys, attrice, ballerina e showgirl brasiliana (Rio de Janeiro, n. 1939)
- Marilù Prati, attrice italiana (Napoli, n. 1953)
- Maria Letizia Gorga, attrice italiana (Roma, n. 1966)
- Maria Grazia Grassini, attrice italiana (Roma, n. 1937 - Roma, † 2019)

## H(3)
- Maria Heiskanen, attrice finlandese (Kuopio, n. 1970)
- Maria Cristina Heller, attrice, conduttrice televisiva e conduttrice radiofonica italiana (Trieste, n. 1969)
- Maria Holst, attrice austriaca (Vienna, n. 1917 - Salisburgo, † 1980)

## I(1)
- Lea Salonga, attrice, cantante e produttrice teatrale filippina (Manila, n. 1971)

## J(2)
- Maria Jacobini, attrice italiana (Roma, n. 1892 - Roma, † 1944)
- Katy Jurado, attrice messicana (Guadalajara, n. 1924 - Cuernavaca, † 2002)

## K(2)
- Maria Karnilova, attrice, cantante e ballerina statunitense (Hartford, n. 1920 - New York, † 2001)
- Maria Kulle, attrice svedese (Konga, n. 1960)

## L(3)
- Rita Livesi, attrice italiana (Siligo, n. 1915 - Roma, † 1989)
- Malisa Longo, attrice, sceneggiatrice e soubrette italiana (Venezia, n. 1950)
- Maria Pia Luzi, attrice italiana (Milano, n. 1941)

## M(17)
- Dorian Gray, attrice italiana (Bolzano, n. 1931 - Torcegno, † 2011)
- Maria Cristina Maccà, attrice italiana (Vicenza, n. 1967)
- Maria Malicka, attrice cinematografica polacca (Cracovia, n. 1900 - Cracovia, † 1992)
- Maria Sole Mansutti, attrice italiana (Cividale del Friuli, n. 1980)
- Maria Grazia Nazzari, attrice, conduttrice televisiva e regista italiana (Roma, n. 1969)
- Maria Pia Marsala, attrice italiana
- Maria Teresa Martino, attrice italiana (Chieti, n. 1952)
- Luisa Martín, attrice spagnola (Madrid, n. 1960)
- Maria Mauban, attrice francese (Marsiglia, n. 1924 - Montcresson, † 2014)
- Maria Melato, attrice italiana (Reggio Emilia, n. 1885 - Forte dei Marmi, † 1950)
- Melina Merkouri, attrice, cantante e politica greca (Atene, n. 1920 - New York, † 1994)
- Maria Michi, attrice italiana (Roma, n. 1921 - Grottaferrata, † 1980)
- Maria Mittet, attrice, cantante e doppiatrice norvegese (Finnsnes, n. 1979)
- Maria Monsè, attrice, conduttrice televisiva e scrittrice italiana (Castel di Iudica, n. 1974)
- Maria Amelia Monti, attrice italiana (Milano, n. 1962)
- Bedy Moratti, attrice italiana (Milano, n. 1942)
- Maria Solveg-Matray, attrice, sceneggiatrice e coreografa tedesca (Berlino, n. 1907 - Monaco di Baviera, † 1993)

## N(1)
- Marie Nordstrom, attrice statunitense (Fort Apache, n. 1886 - † 1979)

## O(4)
- Maria Rosaria Omaggio, attrice e scrittrice italiana (Roma, n. 1954 - Roma, † 2024)
- Maria Virginia Onorato, attrice, sceneggiatrice e regista italiana (Roma, n. 1942 - Roma, † 2017)
- Maria Orska, attrice tedesca (Mykolaïv, n. 1893 - Vienna, † 1930)
- Maria Ozawa, attrice e ex attrice pornografica giapponese (Hokkaidō, n. 1986)

## P(13)
- Maria Helena Pader, attrice e doppiatrice brasiliana (Rio de Janeiro, n. 1947)
- Maria Paiato, attrice italiana (Stienta, n. 1961)
- Maria Paudler, attrice tedesca (Bodenbach, n. 1903 - Monaco di Baviera, † 1990)
- Manuela Pal, attrice argentina (Buenos Aires, n. 1984)
- Maria Perschy, attrice austriaca (Eisenstadt, n. 1938 - Vienna, † 2004)
- Maria Persson, attrice svedese (Stoccolma, n. 1959)
- Mary Petruolo, attrice italiana (Marcianise, n. 1989)
- Vittoria Piancastelli, attrice italiana (Roma, n. 1965 - Roma, † 2015)
- Maria Piazzai, attrice italiana
- Marisa Pavan, attrice italiana (Cagliari, n. 1932 - Gassin, † 2023)
- Maria Pitillo, attrice statunitense (Elmira, n. 1966)
- Maria Plakidi, attrice, doppiatrice e direttrice del doppiaggio greca (Salonicco, n. 1964)
- Mimi Pollak, attrice e regista svedese (Karlstad, n. 1903 - Stoccolma, † 1999)

## R(5)
- Maria Rosaria Riuzzi, attrice italiana (Roma, n. 1957)
- Maria Riva, attrice statunitense (Berlino, n. 1924)
- Maria Rohm, attrice austriaca (Vienna, n. 1945 - Toronto, † 2018)
- Maria Luisa Rolando, attrice italiana (Torino, n. 1934)
- Maria Laura Rondanini, attrice italiana (Napoli, n. 1965)

## S(9)
- Maria Carolina Salomè, attrice e drammaturga italiana (Roma, n. 1965)
- Maria Luisa Santella, attrice italiana (Napoli, n. 1945)
- Maria Schell, attrice austriaca (Vienna, n. 1926 - Preitenegg, † 2005)
- Maria Schneider, attrice francese (Parigi, n. 1952 - Parigi, † 2011)
- Maria Schrader, attrice e regista tedesca (Hannover, n. 1965)
- Maria Seweryn, attrice polacca (Varsavia, n. 1975)
- María Silva, attrice spagnola (Palencia, n. 1941 - Madrid, † 2023)
- Maria Simon, attrice e musicista tedesca (Lipsia, n. 1976)
- Grazia Maria Spina, attrice e doppiatrice italiana (Venezia, n. 1934 - Padova, † 2025)

## T(6)
- Assunta De Rossi, attrice filippina (Lecce, n. 1981)
- Maria Pia Di Meo, attrice, doppiatrice e direttrice del doppiaggio italiana (Roma, n. 1939)
- Maria Tedeschi, attrice italiana (n. 1904 - † 1995)
- Maria Thayer, attrice statunitense (Boring, n. 1975)
- Maria Pia Timo, attrice, comica e cabarettista italiana (Faenza, n. 1969)
- Marilù Tolo, attrice italiana (Roma, n. 1944)

## V(5)
- Benedetta Valanzano, attrice italiana (Napoli, n. 1985)
- Bice Valori, attrice, comica e conduttrice televisiva italiana (Roma, n. 1927 - Roma, † 1980)
- Maria Elena Vandone, attrice e showgirl italiana (Spoleto, n. 1979)
- Maria Teresa Vianello, attrice italiana (Bengasi, n. 1936)
- Pamela Villoresi, attrice italiana (Prato, n. 1957)

## Y(1)
- Maria Ylipää, attrice e cantante finlandese (Ylöjärvi, n. 1981)

## Z(3)
- Maria Zanoli, attrice italiana (Milano, n. 1896 - Milano, † 1977)
- Maria Zervou, attrice, doppiatrice e direttrice del doppiaggio greca (Atene, n. 1973)
- Maria Zreik, attrice palestinese (Haifa, n. 1991)